# ユヴェントスFC 2023-24シーズン
ユヴェントスFC 2023-24シーズンは、ユヴェントスFCの2023-24シーズンの成績と所属選手を詳述する。

## 概要
ファイナンシャルフェアプレーの違反があったとして、UEFAが主催するコンペティションへの出場権を失ったため、リーグとコッパ・イタリアのみの参加となった。

## 所属選手
- [2][3]

注：選手の国籍表記はFIFAの定めた代表資格ルールに基づく。
| No. | Pos. |            | 選手名                       |
| --- | ---- | ---------- | ---------------------------- |
| 1   | GK   | ポーランド | ヴォイチェフ・シュチェスニー |
| 2   | DF   | イタリア   | マッティア・デ・シリオ       |
| 3   | DF   | ブラジル   | ブレーメル ★                 |
| 4   | DF   | イタリア   | フェデリコ・ガッティ         |
| 5   | MF   | イタリア   | マヌエル・ロカテッリ         |
| 6   | DF   | ブラジル   | ダニーロ () ★                |
| 7   | FW   | イタリア   | フェデリコ・キエーザ         |
| 9   | FW   | セルビア   | ドゥシャン・ヴラホヴィッチ ★ |
| 10  | MF   | フランス   | ポール・ポグバ ()            |
| 11  | MF   | セルビア   | フィリップ・コスティッチ ★   |
| 12  | DF   | ブラジル   | アレックス・サンドロ ★       |
| 14  | FW   | ポーランド | アルカディウシュ・ミリク     |

| No. | Pos. |                | 選手名                               |
| --- | ---- | -------------- | ------------------------------------ |
| 16  | MF   | アメリカ合衆国 | ウェストン・マッケニー ★             |
| 17  | FW   | イングランド   | サミュエル・イリング・ジュニオール ☆ |
| 18  | FW   | イタリア       | モイーズ・キーン () ☆                |
| 20  | MF   | イタリア       | ファビオ・ミレッティ ☆               |
| 21  | MF   | イタリア       | ニコロ・ファジョーリ ☆               |
| 22  | MF   | アメリカ合衆国 | ティモシー・ウェア ()()              |
| 23  | GK   | イタリア       | カルロ・ピンソーリョ ☆               |
| 24  | DF   | イタリア       | ダニエレ・ルガーニ                   |
| 25  | MF   | フランス       | アドリアン・ラビオ                   |
| 27  | DF   | イタリア       | アンドレア・カンビアーゾ             |
| 36  | GK   | イタリア       | マッティア・ペリン                   |

監督
- マッシミリアーノ・アッレグリ

アシスタントコーチ
- マルコ・ランドウッチ（イタリア語版）